# Niezwykłe przygody pod wierzbami
Niezwykłe przygody pod wierzbami (tytuł org. Dobrodrustvi pod vrbami) – serial animowany produkcji czeskiej wyprodukowany w 1999 roku. Zawiera 13 odcinków.
Serial opowiada o zwierzętach, które przeżywają niezwykłe przygody pod wierzbami.

## Spis odcinków
1. Nowi przyjaciele Krecika
2. Pierwsza wycieczka
3. Wycieczka do żabiego zameczku
4. W dzikim lesie
5. Wizyta u borsuka
6. Czy pan Żaba zmądrzeje?
7. Pan Żaba chce się zmienić
8. Marzenie o podróży
9. Niespokojna noc
10. Pan Żaba ucieka z więzienia
11. Pan Żaba wraca do domu
12. Szturm na zameczek
13. Wiosna nad rzeką